# Valère Germain
Valère Germain (* 17. April 1990 in Marseille) ist ein französischer Fußballspieler.

## Familie
Valère Germain ist der Sohn des ehemaligen französischen Nationalspielers Bruno Germain (* 1960).

## Karriere

### Verein
Valère Germain begann seine Karriere 1996 bei ASPTT Orléans und spielte danach für die US Orléans, bevor er 2004 zu LB Châteauroux ging. 2005 wechselte er in die Jugend der AS Monaco und gehört seit 2011 zum Kader der ersten Mannschaft. Am 1. Mai 2011 kam Germain bei einem 1:1 gegen die AS Saint-Étienne zu seinem Profidebüt in der Ligue 1. Nach dem Abstieg in der Saison 2010/11 spielte er mit dem Verein zwei Jahre in der Ligue 2 und erzielte dort am 15. August 2011 bei einer 1:2-Niederlage gegen Stade Reims sein erstes Tor. In der Saison 2012/13 wurde er mit der Mannschaft Meister der Ligue 2 und stieg wieder in die höchste Spielklasse auf. Nach einer guten Spielzeit 2013/14, die der Verein auf dem zweiten Platz beendete, spielt Germain in der Saison 2014/15 mit dem Verein in der Champions League. Am 21. September 2014 kam Germain bei einem 1:0-Sieg gegen EA Guingamp zu seinem 100. Ligaeinsatz für die AS Monaco.
Zur Saison 2015/16 wurde er für ein Jahr an den Ligakonkurrenten OGC Nizza verliehen. Nach seiner Rückkehr nach Monaco gewann Germain in der Spielzeit 2016/17 die französische Meisterschaft. Zur Spielzeit 2017/18 wechselte er zum Ligakonkurrenten Olympique Marseille. Mit der Mannschaft erreichte er das Finale der Europa League, in dem sie Atlético Madrid mit 0:3 unterlag. Im Sommer 2021 wechselte er, nachdem er unter dem neuen Trainer Jorge Sampaoli nicht mehr zum Einsatz gekommen war, zum Ligakonkurrenten HSC Montpellier. Für Montpellier absolvierte er wettbewerbsübergreifend 68 Pflichtspiele und erzielte dabei 7 Tore.
Im Sommer 2023 wechselte er nach Australien und schloss sich dem Macarthur FC aus Sydney an. Mit dem Verein spielte er 45-mal in der ersten Liga. 
Ende Februar 2025 zog es ihn nach Japan. Hier unterschrieb er in Hiroshima einen Vertrag beim Erstligisten Sanfrecce Hiroshima

### Nationalmannschaft
Germain spielte je viermal für die U20- und U21-Nationalmannschaft des französischen Fußballverbandes.

## Erfolge
AS Monaco
- Französischer Zweitligameister: 2013  ▲
- Französischer Meister: 2017

Olympique Marseille
- Europa-League-Finalist: 2018